# Королевский зверинец (Версаль)
Короле́вский звери́нец Верса́ля (фр. Ménagerie royale de Versailles) — утраченное здание, самая первая постройка, предпринятая Людовиком XIV в Версале. Был построен по проекту первого королевского архитектора Луи Лево в 1662—1664 годах, ещё до начала работ по сооружению Большого канала. Заброшенная в период Регентства, во время революции постройка превратилась в руины. Некоторые следы можно разглядеть лишь с воздуха (сторожка и пристройка близ павильона Фонарь).

## История
Зверинец строился в 1662—1664 годах вдоль дороги между Версалем и Сен-Сиром, на южной оконечности будущего Большого канала (постройка которого началась в 1667 году); и был полностью завершен к 1668 году.
В плане общей планировки зданий зверинца и дворов для животных Луи Лево, очевидно, вдохновлялся вольером римского патриция Варрона в Казинуме, с которым он наверняка был знаком по гравюре Пирро Лигорио. Отсюда происходит идея замка, ведущего к павильону, ограждения которого повторяют его геометрическую форму. В центре зверинца располагался восьмиугольный двухэтажный павильон, увенчанный высоким куполом, покрытым сланцем. Первый этаж был опоясан по периметру балконом, с которого открывался вид на окрестности. Павильон был окружён внутренним двором многоугольной формы, к каждой внешней стороне которого прилегали многочисленные дворы, разделённые, словно расходящимися веером лучами, стенами, формирующими загоны. 
Версальский зверинец создавался ради великолепных и удивительных зрелищ, поэтому в его загонах содержалось множество заморских птиц и разных экзотических животных. Внимание посетителей привлекали попугаи, страусы, колибри, слоны, верблюды, хищные кошки. Зверинец был целью прогулок и обязательным этапом роскошных приёмов и празднеств времён Людовика XIV. В отличие от зверинца Венсенского замка, образованного Людовиком XIV в 1661 году, бои животных здесь не проводились. Версальский зверинец был местом как удовольствия, так и просвещения: кроме придворных и аристократов его посещали различные учёные (хирурги, зоологи, таксидермисты) и такие художники, как Пьер Пюже и Никасий Бернерс.
В свете политики Зверинец демонстрировал богатство и могущество короля Франции. Людовик XIV поручил своему первому министру Кольберу при посредничестве Ост-Индской компании закупить в экзотических странах редких и любопытных животных. Кольбер сначала обратится к казначею галер Николя Арну (Nicolas Arnoult), так как почти все животные должны были проходить через порт Марселя (и, в меньшей степени, порт Тулона). Вначале смертность животных была очень высока, большинство из них не переживали перевозку, — тем более что, вероятно, отлавливались совсем молодые особи. Чтобы снизить смертность, с 1669 года Кольбер потребовал, чтобы транспортировка производились только летом. Ему также требовались шкуры и растительные эссенции для Версаля, поэтому он поручает Арно назначить человека, ответственного исключительно за поставку животных. На эту должность был назначен Моснье Гассьон (Mosnier Gassion), брат которого жил в Александрии. Он совершил сорок путешествий, побывав в Ливане, Тунисе и Египте (откуда, среди прочего, привёз страусов и уток). С этого момента (вероятно, около 1691 года), население зверинца становится более разнообразным.
В Версальский зверинец также попадали животные, присланные во Францию в качестве дипломатических подарков — таких, как слон из Конго, подаренный в 1668 году королём Португалии Педру II, или кошачьи от арабских правителей.
В преклонном возрасте Людовик XIV уже не увлекался экзотическими зверями. В 1698 году архитектор Жюль Ардуэн-Мансар реконструировал и расширил зверинец, чтобы подарить его Марии Аделаиде Савойской, в конце 1696 года прибывшей во Францию, чтобы год спустя, в день своего 12-летия, стать женой герцога Бургундского, внука короля. Вскоре молодая и энергичная герцогиня Бургундская сделала зверинец местом послеобеденного отдыха. Она увлеклась маслобойкой и развлекалась «пейзанским» стилем жизни. Здесь появились увеселительный сад, «освежающий зал» со струями воды и рокайльным декором, а также часовня. Были добавлены хозяйственные постройки: конюшня, скотный и молочный дворы, голубятня и огород. Главный павильон также становится местом тайных любовных встреч. 
В 1711 году нормандский корсар Жан Дубле привёз сюда двух лам — животных, ещё неизвестных при дворе и считавшихся «странными овцами мужского и женского пола».
После смерти Марии Аделаиды и её супруга в 1712 году от эпидемии кори начался упадок зверинца. В период Регентства он был заброшен, лишь в 1722 году здесь вновь появились слон и несколько других животных, включая тигра и львёнка, подаренных графом де Морепа Людовику XV (1710—1774). Юному королю Версальский зверинец был неинтересен — он посещает его лишь однажды; вместо этого он строит свой собственный. 
Долгое время зверинец был заброшен, Жак-Анж Габриэль констатировал его обветшание в сравнении с 1751 годом. Животные почти свободно разгуливали среди руин, когда Людовик XVI, вступивший на престол в 1774 году, рассматривал вопрос о передаче выживших зверей парижскому Саду растений. При его правлении зверинец продолжал находиться в упадке: король был безразличен к его обитателям, тогда как художники и ученые отныне предпочитали наблюдать за животными в их естественной среде обитания. 
Во время революции зверинцы, как символы королевской власти, подверглись разорению. Якобинцы выпускают животных на свободу или убивают их, как это случилось 10 августа 1792 года в Париже во время взятия дворца Тюильри. Кроме того, в эти голодные годы считается постыдным кормить зверей, а не граждан. К концу 1792 года в Версальском зверинце осталось лишь несколько животных: сенегальский лев, степная зебра, бубал, пара антилоп, венценосный голубь, павлины и носорог Людовика XV, живший здесь с 1770 года и погибший при неясных обстоятельствах (его скелет можно увидеть в Парижском музее естествознания). Большинство животных было съедено, продано, либо умерло от голода. В конце концов к 1793 году выжило лишь пять из них. В 1800 году состояние зверинца привлекло внимание консула Сьейеса, когда последние животные были переданы Музею естествознания.

## Влияние
В 1663 году появился зверинец в замке Шантийи, и постепенно, подражая великолепию Версаля, зверинцы начинают возникать при других европейских дворах: во дворце Вильгельма Оранского Хет Лоо (1672), в венском Бельведере (1716), в Беленском дворце в Лиссабоне (1726), в потсдамском Сан-Суси, в Шёнбрунне (ныне старейший в мире зоопарк, 1752), в парке Буэн-Ретиро близ Мадрида (1774) и так далее.